# Mar-Mac
Mar-Mac est une census-designated place située dans le comté de Wayne, dans l’État de Caroline du Nord, aux États-Unis. Lors du recensement de 2020, elle comptait 3 184 habitants.